# Le Reflux des eaux du Déluge
Le Reflux des eaux du Déluge – en anglais The Subsiding of the Waters of the Deluge – est un tableau réalisé par le peintre américain Thomas Cole en 1829. Cette huile sur toile est une peinture religieuse qui illustre la fin du Déluge. Elle représente l'arche de Noé dans un paysage déchiqueté encore pour partie inondé, tel qu'aperçu depuis l'entrée d'une caverne où l'on remarque un crâne humain. L'œuvre est conservée au Smithsonian American Art Museum, à Washington, depuis son acquisition en 1983.
Le tableau défie les idées dominantes d'alors que le développement de la civilisation humaine est instantané, montrant ici la terre rocheuse et tranchante qui, éparpillée en amoncellements chaotiques, annonce un ouvrage d'aménagement complexe et de longue haleine.
Dans la série des 5 toiles Le Cours de l'Empire de Cole, ce tableau est à associer à la première toile, L'État sauvage (1836).